# Тъскъмбия
Тъскъмбия (на английски: Tuscumbia) е град в Съединените американски щати, административен център на окръг Колбърт в щата Алабама. Разположен е на няколко километра южно от левия бряг на река Тенеси. Населението му е около 8243 души (2010).
В Тъскъмбия е родена общественичката Хелън Келер (1880 – 1968).